# Схюддеберс (Схаувен-Дейвеланд)
Схюддеберс (нід. Schuddebeurs) — селище в нідерландській провінції Зеландія. Входить до муніципалітету Схаувен-Дьойвеланд.
Його площа становить 6,79 км², а населення станом на 2021 рік складало 460 осіб.

## Галерея

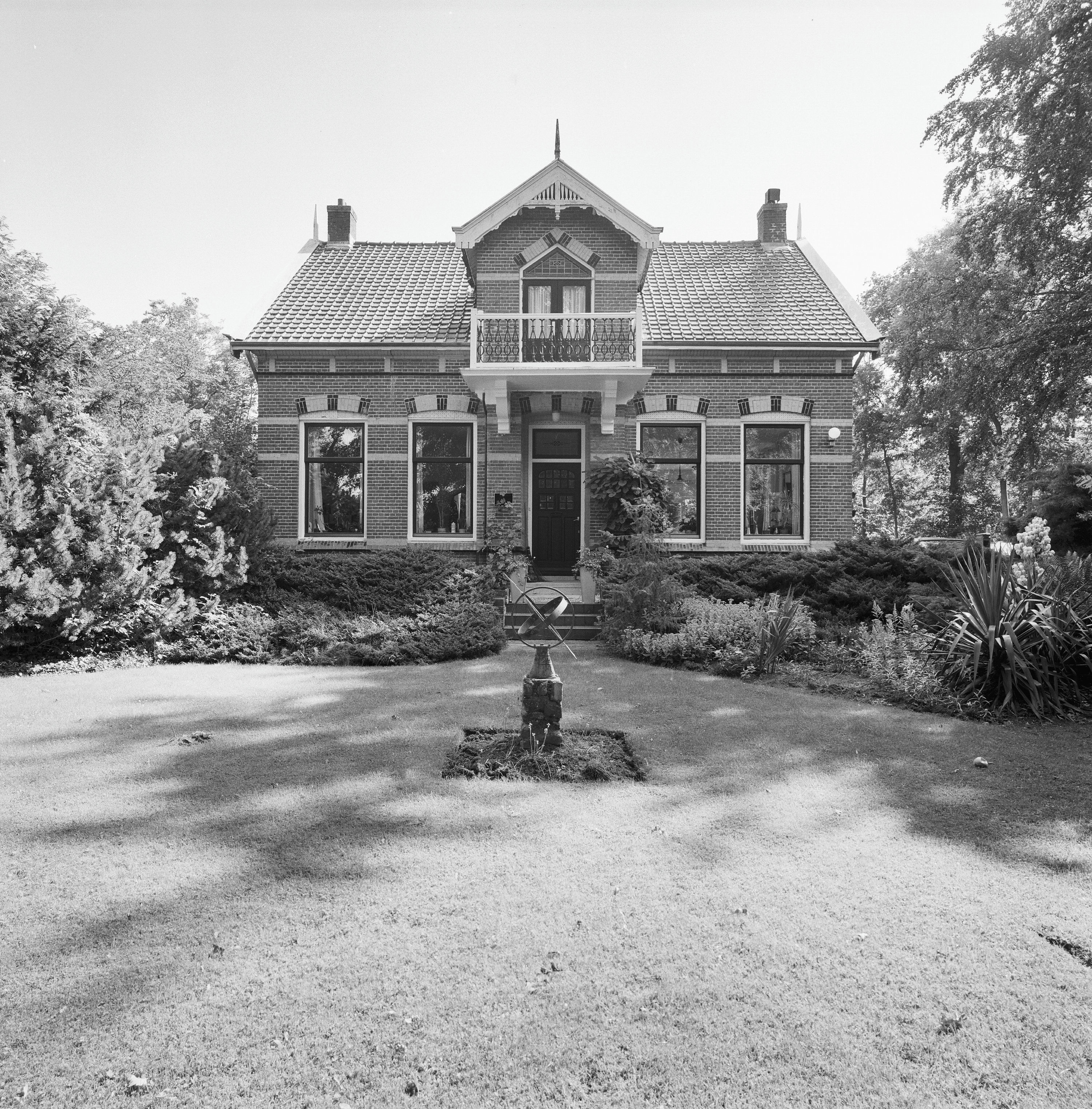
Будинок у Схюддеберсі
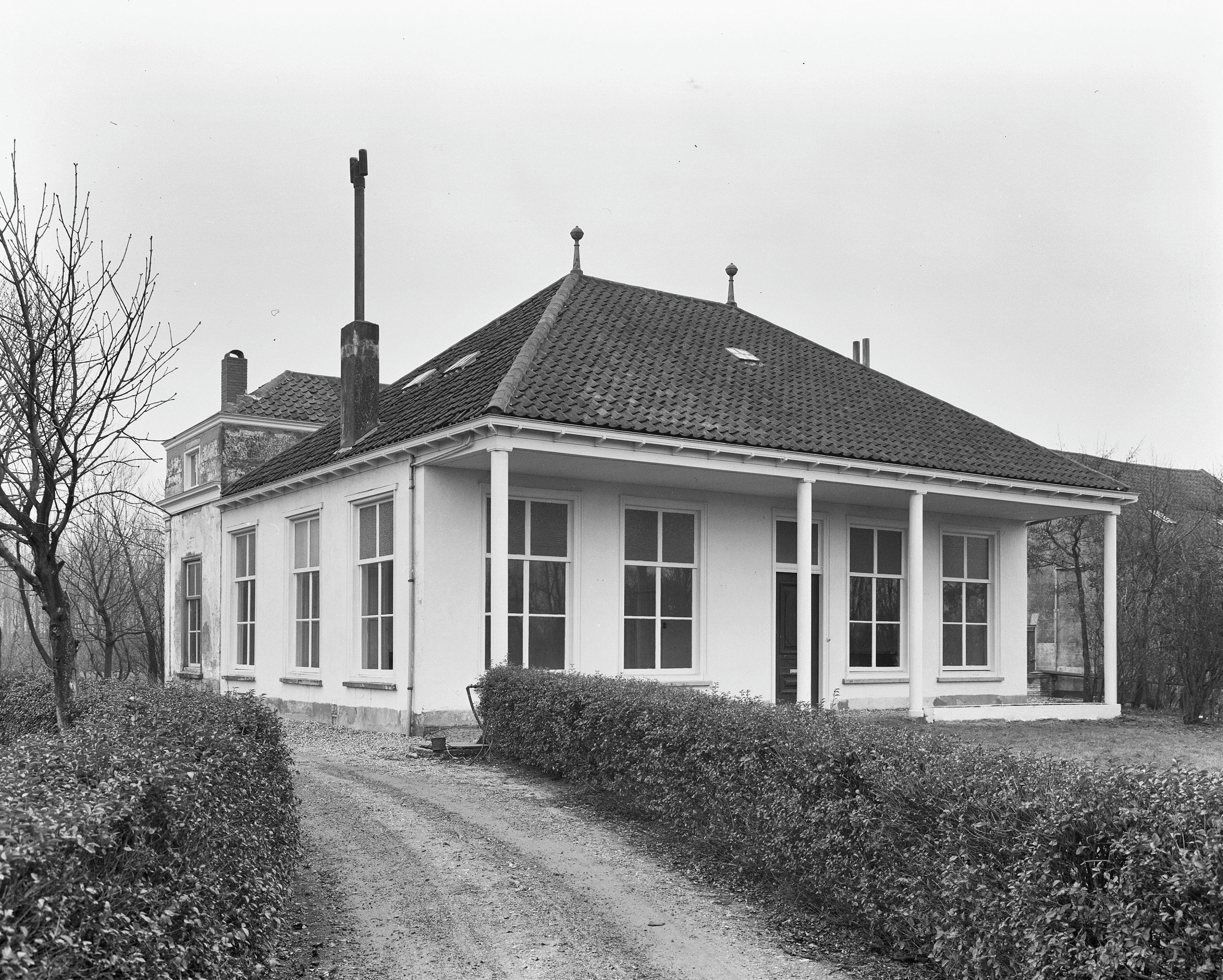
Вілла у Схюддеберсі (1969)
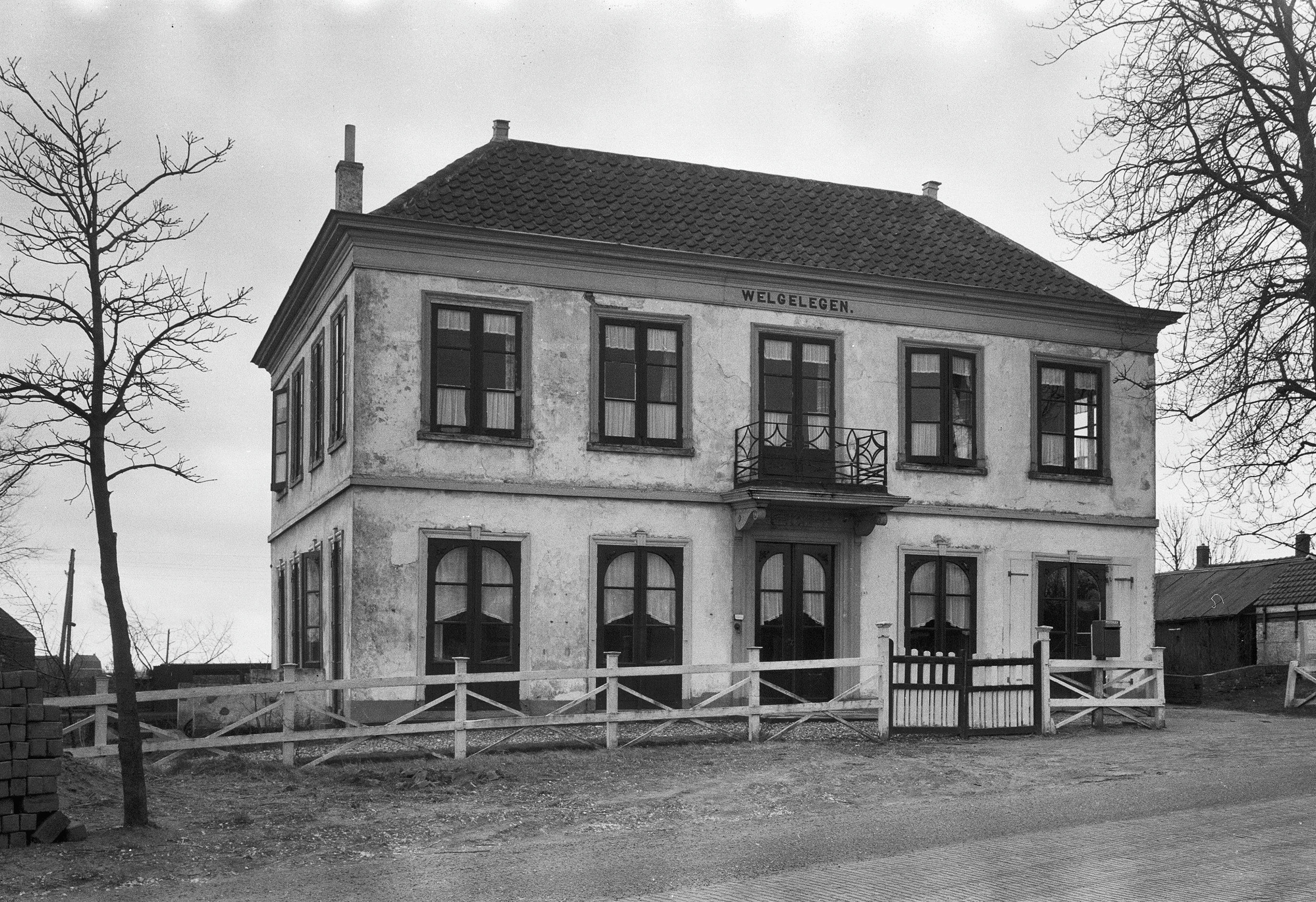
Будинок у Схюддеберсі